# La Boisserie
La Boisserie ex residenza personale del generale de Gaulle a Colombey-les-Deux-Églises nell'Alta Marna, è un museo aperto ai visitatori dal 1980, il cui proprietario è stato, fino alla morte, suo figlio, l'ammiraglio Philippe de Gaulle.
De Gaulle ama venire a riposarsi in quella che considera la sua vera ed unica casa, soprattutto durante la sua “attraversata del deserto” politica. Scrive ad esempio: “Mi manca Colombey. Non riesco a vedermi vivere altrove”. Lì si rifugia per prendere decisioni importanti, nella calma e nella solitudine. Anche quando fu eletto presidente della Repubblica francese, inizialmente rifiutò di soggiornare all'Eliseo, contrariamente al protocollo. Finì per vivere nel palazzo presidenziale ma continuò a trascorrere molto tempo, anche ogni due fine settimana, con la sua famiglia a Colombey. Nel 1969 de Gaulle si dimise e si ritirò a casa sua con la moglie. Vi morì il 9 novembre 1970.
Yvonne de Gaulle visse a La Boisserie fino al 1978, quando la lasciò definitivamente per Parigi, dove entrò nella casa di riposo delle Suore dell'Immacolata Concezione. Morì un anno dopo all'ospedale Val-de-Grâce, all'età di 79 anni, l'8 novembre 1979, il giorno prima del 9º anniversario della morte del marito.
La casa e il suo parco, compresa la recinzione prospiciente la strada, sono elencati come monumenti storici con decreto del 6 settembre 2004.
La residenza è stata etichettata Maisons des Illustres nel 2011.